# آپاستروف (')
«آپاستروف (')» (به انگلیسی: Apostrophe (')) آلبومی از هنرمند اهل ایالات متحده آمریکا فرانک زاپا است که در سال ۱۹۷۴ میلادی منتشر شد.